# یاسه یالونن
یاسه یالونن (فنلاندی: Jasse Jalonen؛ زادهٔ ۱۸ ژوئیهٔ ۱۹۷۳) بازیکن فوتبال اهل فنلاند بود.
از باشگاه‌هایی که در آن بازی کرده‌است می‌توان به باشگاه فوتبال فلورا تالین، باشگاه فوتبال میپا، باشگاه فوتبال واسان پالوسئورا، و باشگاه فوتبال تورون پالوسئورا اشاره کرد.
وی همچنین در تیم ملی فوتبال فنلاند بازی کرده‌است.